# إليك هانسن
إليك هانسن (بالإنجليزية: Alec Hansen)‏ هو لاعب كرة قاعدة أمريكي، ولد في 10 أكتوبر 1994 في لوفلاند في الولايات المتحدة.

## وصلات خارجية
- إليك هانسن على موقعبيزبول رفرنس.كوم (الدوري الثانوي) (الإنجليزية)